# Takammart
La Takammart est un fromage au lait de chèvre ou de brebis traditionnel algérien, de la région du Hoggar et du Tassili n'Ajjer, dans le Sahara algérien.

## Origine et étymologie
C'est une spécialité fromagère touarègue des régions du Hoggar et du Tassili. En langue berbère touarègue, le tamacheq, le mot Takammart signifie « fromage ». C'est l'équivalent du mot Takemmarit en tumzabt (dialecte mozabite) et en ouargli.

## Description
Le Takammart est un fromage blanc sec fabriqué selon des procédés traditionnels à partir du lait frais entier de chèvre ou de brebis. Le sel n'entre pas dans le procédé de fabrication de ce fromage à l'instar des autres types de fromages de la région du Hoggar et du Tassili n'Ajjer, tels que le ioulsân.

## Procédé de fabrication
Ce fromage est traditionnellement fabriqué par l’ensemencement du lait cru de chèvre (ou de brebis) par l’ajout d’une portion de présure extraite de la caillette d’un jeune cabri ou agneau dans le lait fraîchement trait. Juste après la traite, le lait chaud est versé dans un grand vase en bois. Il est remué à l'aide d'un bâton imbibé de la présure. Pendant la coagulation, une éseber (natte de Panicum tressée avec de fines lanières de peau) est placée au-dessus d'un récipient propre, généralement une calebasse. Ensuite, des morceaux du coagulum, c'est-à-dire la masse pâteuse du caillé, appelé akrou, sont déposés sur la natte et pétris à la main afin d'égoutter le lactosérum. Les plaquettes de fromage sont exposées pour le séchage à l’air libre sur une natte de séchage appelée addabara, ou sur un châssis ou des branches d'arbres. Le séchage complet et le durcissement du fromage, soit à l’ombre, soit au soleil, est réalisé au bout d’un mois.

## Tradition
Dans la société tamacheq (touarègue), la fabrication de ce fromage est une tâche majoritairement masculine. Sa préparation est réalisée par les hommes éleveurs de troupeaux dans la saison des pluies, en hiver, durant laquelle les pâturages sont plus denses et la production du lait plus abondante. Facile à conserver, aisément transportable, il constitue pour les nomades une source alimentaire supplémentaire.